# Grand Prix de Plouay féminin 2022
La 24e édition du Grand Prix de Plouay féminin 2022, officiellement Classic Lorient Agglomération - Trophée Ceratizit, est une course cycliste qui a lieu le 27 août 2022 en Bretagne. Elle fait partie de l'UCI World Tour féminin. Elle a lieu la veille de l'épreuve masculine. La tenante du titre est l'italienne Elisa Longo Borghini. Elle est remportée par l'Espagnole Mavi Garcia.

## Équipes
| UCI Women's WorldTeams (13)- Team BikeExchange-Jayco - Canyon-SRAM Racing - EF Education-TIBCO-SVB - FDJ-Suez - Human Powered Health - Team Jumbo-Visma - Liv Racing Xstra - Movistar Team - Roland Cogeas-Edelweiss Squad - Team DSM - SD Worx - Trek-Segafredo - UAE Team ADQ Équipes féminines continentales (11)- Arkéa Pro Cycling Team - Ceratizit-WNT Pro Cycling - Cofidis - Emotional.fr - Tornatech - GSC - Blagnac - Instafund Racing - Le col-Wahoo - Parkhotel Valkenburg - Rupelcleaning - St Michel-Auber 93 - Stade Rochelais Charente-Maritime - Valcar-Travel & Service |
| |

## Parcours
Elle sera courue, pour la toute première fois, avec une partie en ligne de 130 km sillonnant 14 communes de Lorient Agglomération, et se terminera par deux tours du nouveau circuit de Plouay, long de 11,7 km pour atteindre une distance totale de 159,5 km et un dénivelé de 2 197 m. Ce tracé empruntera une route gravel à Inguiniel avant d'entrer sur le circuit final composé de 3 côtes : la bosse de Rostervel - 1,5 km à 4,5% ; la bosse du Lezot - 900 m à 5,3% et la bosse de Kerscoulic - 225 m à 8,9%.

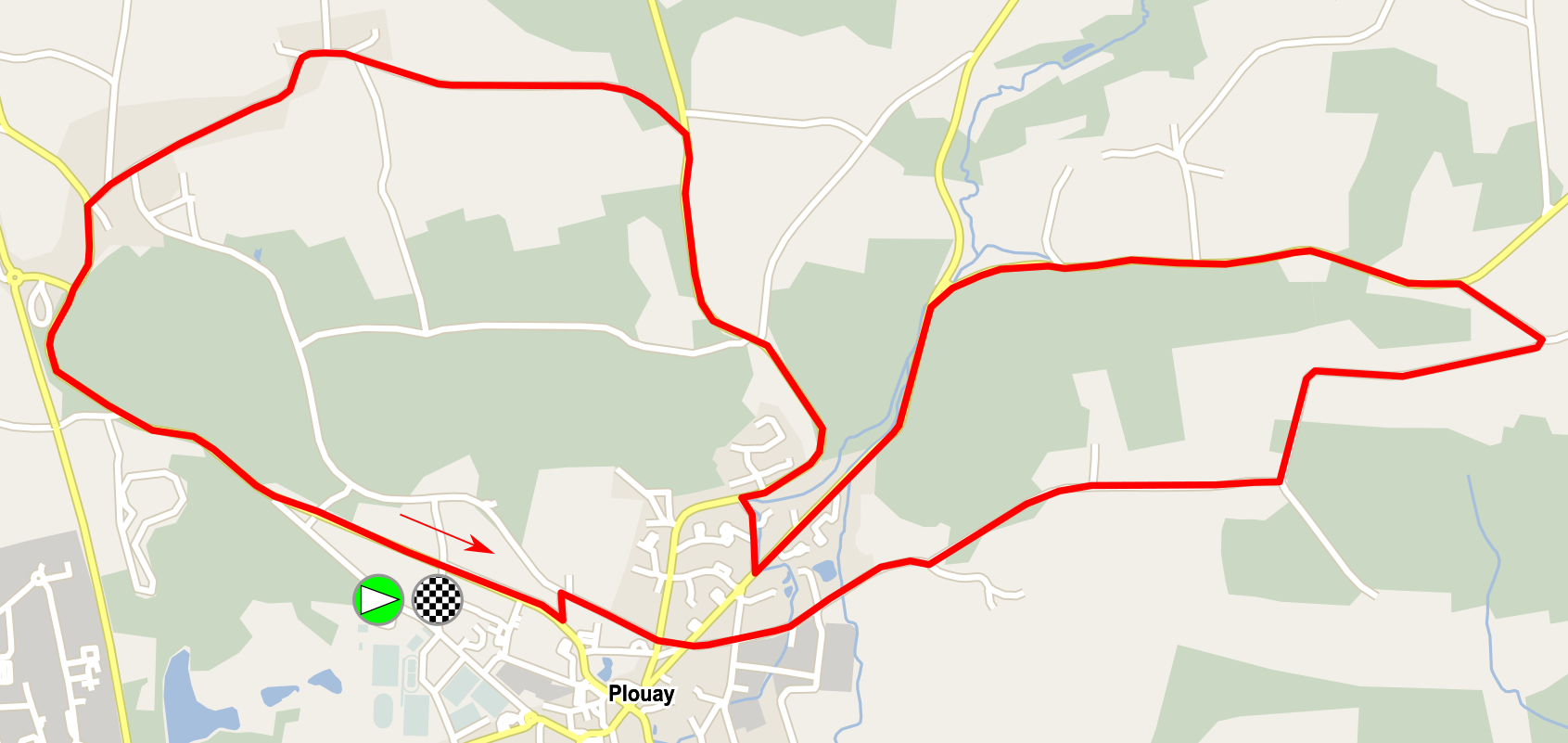
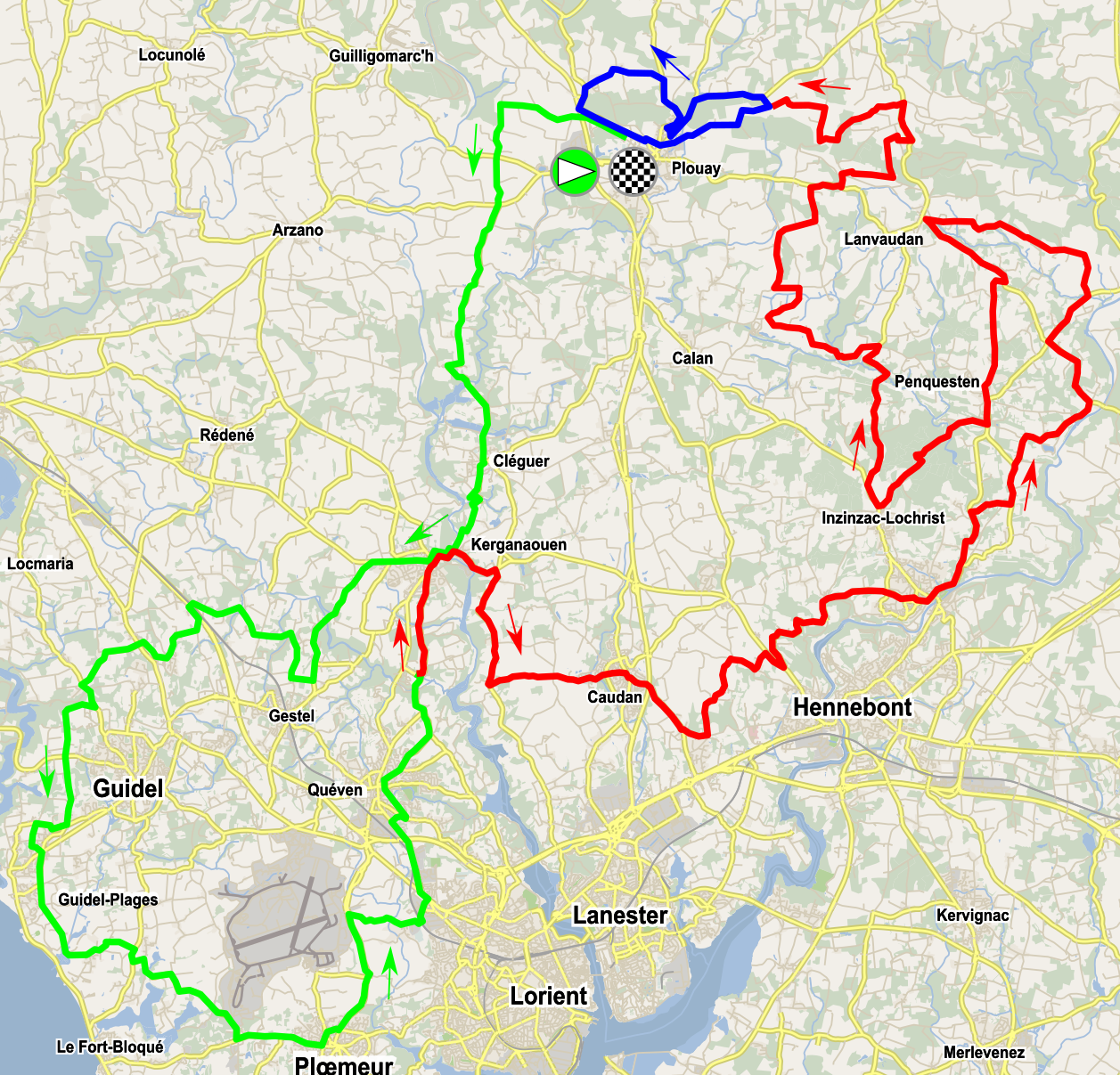

- - Circuit final, 11,7 km, parcouru 2 fois
- - Début de la course
  - Suite de la course
  - Circuit final, 11,7 km, parcouru 2 fois

## Favorites
La vainqueur sortante Elisa Longo Borghini est de nouveau candidate à la victoire. Les autres favorites sont Cecilie Uttrup Ludwig, Mavi Garcia, Katarzyna Niewiadoma et Liane Lippert. Les Françaises Audrey Cordon-Ragot, Juliette Labous ou Gladys Verhulst, deuxième en 2021, semblent bien positionnées pour remporter pour la première fois l'épreuve.

## Récit de la course
Une échappée de quinze coureuses se forme en début de course. Le peloton maintient un écart faible. À une soixantaine de kilomètres de l'arrivée, Sara Martín s'extrait seule du groupe de tête. À quarante-trois kilomètres de la ligne, le reste du groupe est repris tandis que l'Espagnole a une minute vingt-six d'avance. Dans la dernière côte avant le circuit final, le Stang Varric, Mavi Garcia et Amber Kraak attaquent. À trente-et-un kilomètres du but, elles sont rejointes par neuf autres coureuses : Laura Asencio, Audrey Cordon-Ragot, Grace Brown, Amanda Spratt, Elise Chabbey, Blanka Vas, Juliette Labous, Sheyla Gutiérrez, Ilaria Sanguineti, Gladys Verhulst et Tamara Dronova. Sara Martín Martín est reprise peu après. Aux dix kilomètres, Mavi Garcia accélère dans la côte de Rostervel. Chabbey, Sanguineti, Kraak, Brown, Vas parviennent à la suivre, Labous revient ensuite. Le reste du groupe refait la jonction au pied de la côte du Lezot. Kraak y attaque. Mavi Garcia contre. Chabbey, Kraak et Sanguineti sont dans sa roue. Un regroupement partiel a lieu. Dans la côte de Kerscoulic, Chabbey et Brown tentent de nouveau, mais sans succès. Garcia parvient ensuite à sortir avec Kraak. Cette dernière ne relaie pas et Garcia décide de stopper son effort. Labous attaque ensuite dans la descente, mais est reprise. Mavi Garcia passe à l'offensive avec encore Kraak avec elle. Elles ne sont plus reprises. L'Espagnole gagne le sprint à deux.

## Classements

### Classement final
| \| Classement général \| Classement général \| Classement général \| Classement général \| Classement général \| \| Coureuse \| Coureuse \| Pays \| Équipe \| Temps \| \| ------------------ \| ------------------- \| ------------------ \| ----------------------------- \| ------------------ \| \| 1re \| Mavi García \| Espagne \| UAE Team ADQ \| 4 h 02 min 16 s \| \| 2e \| Amber Kraak \| Pays-Bas \| Team Jumbo-Visma \| + 0 s \| \| 3e \| Grace Brown \| Australie \| FDJ-Suez-Futuroscope \| + 5 s \| \| 4e \| Ilaria Sanguineti \| Italie \| Valcar-Travel & Service \| + 5 s \| \| 5e \| Gladys Verhulst \| France \| Le Col-Wahoo \| + 5 s \| \| 6e \| Elise Chabbey \| Suisse \| Canyon-SRAM Racing \| + 5 s \| \| 7e \| Tamara Dronova \| Russie \| Roland Cogeas-Edelweiss Squad \| + 5 s \| \| 8e \| Blanka Vas \| Hongrie \| SD Worx \| + 5 s \| \| 9e \| Juliette Labous \| France \| Team DSM \| + 8 s \| \| 10e \| Audrey Cordon-Ragot \| France \| Trek-Segafredo \| + 11 s \| |                     |           |                               |                 |
| |                     |           |                               |                 |
| Source : ProCyclingStats |                     |           |                               |                 |
| Classement général |                     |           |                               |                 |
| Coureuse | Coureuse            | Pays      | Équipe                        | Temps           |
| 1re | Mavi García         | Espagne   | UAE Team ADQ                  | 4 h 02 min 16 s |
| 2e | Amber Kraak         | Pays-Bas  | Team Jumbo-Visma              | + 0 s           |
| 3e | Grace Brown         | Australie | FDJ-Suez-Futuroscope          | + 5 s           |
| 4e | Ilaria Sanguineti   | Italie    | Valcar-Travel & Service       | + 5 s           |
| 5e | Gladys Verhulst     | France    | Le Col-Wahoo                  | + 5 s           |
| 6e | Elise Chabbey       | Suisse    | Canyon-SRAM Racing            | + 5 s           |
| 7e | Tamara Dronova      | Russie    | Roland Cogeas-Edelweiss Squad | + 5 s           |
| 8e | Blanka Vas          | Hongrie   | SD Worx                       | + 5 s           |
| 9e | Juliette Labous     | France    | Team DSM                      | + 8 s           |
| 10e | Audrey Cordon-Ragot | France    | Trek-Segafredo                | + 11 s          |

### UCI World Tour

#### Points attribués
| Position           | 1er | 2e  | 3e  | 4e  | 5e  | 6e  | 7e  | 8e  | 9e | 10e | 11e | 12e | 13e | 14e | 15e | 16e à 20e | 21e à 30e | 31e à 40e |
| Classement général | 400 | 320 | 260 | 220 | 180 | 140 | 120 | 100 | 80 | 68  | 56  | 48  | 40  | 32  | 28  | 24        | 16        | 8         |

| Classement par points | Classement par points | Classement par points | Classement par points | Classement par points |
| Coureuse              | Coureuse              | Pays                  | Équipe                | Points                |
| --------------------- | --------------------- | --------------------- | --------------------- | --------------------- |
| 1re                   | Annemiek van Vleuten  | Pays-Bas              | Movistar Team         | 2728 pts              |
| 2e                    | Elisa Balsamo         | Italie                | Trek-Segafredo        | 2353 pts              |
| 3e                    | Lotte Kopecky         | Belgique              | SD Worx               | 2293 pts              |
| 4e                    | Demi Vollering        | Pays-Bas              | SD Worx               | 2290 pts              |
| 5e                    | Elisa Longo Borghini  | Italie                | Trek-Segafredo        | 1986 pts              |
| 6e                    | Marta Cavalli         | Italie                | FDJ-Suez-Futuroscope  | 1902 pts              |
| 7e                    | Lorena Wiebes         | Pays-Bas              | Team DSM              | 1856 pts              |
| 8e                    | Cecilie Uttrup Ludwig | Danemark              | FDJ-Suez-Futuroscope  | 1478 pts              |
| 9e                    | Katarzyna Niewiadoma  | Pologne               | Canyon-SRAM Racing    | 1444 pts              |
| 10e                   | Juliette Labous       | France                | Team DSM              | 1347 pts              |

| Classement par points | Classement par points | Classement par points | Classement par points | Classement par points |
| Coureuse              | Coureuse              | Pays                  | Équipe                | Points                |
| --------------------- | --------------------- | --------------------- | --------------------- | --------------------- |
| 1re                   | Annemiek van Vleuten  | Pays-Bas              | Movistar Team         | 2728 pts              |
| 2e                    | Elisa Balsamo         | Italie                | Trek-Segafredo        | 2353 pts              |
| 3e                    | Lotte Kopecky         | Belgique              | SD Worx               | 2293 pts              |
| 4e                    | Demi Vollering        | Pays-Bas              | SD Worx               | 2290 pts              |
| 5e                    | Elisa Longo Borghini  | Italie                | Trek-Segafredo        | 1986 pts              |
| 6e                    | Marta Cavalli         | Italie                | FDJ-Suez-Futuroscope  | 1902 pts              |
| 7e                    | Lorena Wiebes         | Pays-Bas              | Team DSM              | 1856 pts              |
| 8e                    | Cecilie Uttrup Ludwig | Danemark              | FDJ-Suez-Futuroscope  | 1478 pts              |
| 9e                    | Katarzyna Niewiadoma  | Pologne               | Canyon-SRAM Racing    | 1444 pts              |
| 10e                   | Juliette Labous       | France                | Team DSM              | 1347 pts              |

| Classement du meilleur jeune | Classement du meilleur jeune | Classement du meilleur jeune | Classement du meilleur jeune | Classement du meilleur jeune |
| Coureuse                     | Coureuse                     | Pays                         | Équipe                       | Points                       |
| ---------------------------- | ---------------------------- | ---------------------------- | ---------------------------- | ---------------------------- |
| 1re                          | Shirin van Anrooij           | Pays-Bas                     | Trek-Segafredo               | 48 pts                       |
| 2e                           | Niamh Fisher-Black           | Nouvelle-Zélande             | SD Worx                      | 30 pts                       |
| 3e                           | Pfeiffer Georgi              | Royaume-Uni                  | Team DSM                     | 28 pts                       |
| 4e                           | Julia Borgström              | Suède                        | AG Insurance NXTG            | 18 pts                       |
| 5e                           | Shari Bossuyt                | Belgique                     | Canyon-SRAM Racing           | 14 pts                       |
| 6e                           | Blanka Vas                   | Hongrie                      | SD Worx                      | 12 pts                       |
| 7e                           | Mischa Bredewold             | Pays-Bas                     | Parkhotel Valkenburg         | 12 pts                       |
| 8e                           | Neve Bradbury                | Australie                    | Canyon-SRAM Racing           | 10 pts                       |
| 9e                           | Femke Gerritse               | Pays-Bas                     | Parkhotel Valkenburg         | 10 pts                       |
| 10e                          | Anna Shackley                | Royaume-Uni                  | SD Worx                      | 8 pts                        |

| Classement du meilleur jeune | Classement du meilleur jeune | Classement du meilleur jeune | Classement du meilleur jeune | Classement du meilleur jeune |
| Coureuse                     | Coureuse                     | Pays                         | Équipe                       | Points                       |
| ---------------------------- | ---------------------------- | ---------------------------- | ---------------------------- | ---------------------------- |
| 1re                          | Shirin van Anrooij           | Pays-Bas                     | Trek-Segafredo               | 48 pts                       |
| 2e                           | Niamh Fisher-Black           | Nouvelle-Zélande             | SD Worx                      | 30 pts                       |
| 3e                           | Pfeiffer Georgi              | Royaume-Uni                  | Team DSM                     | 28 pts                       |
| 4e                           | Julia Borgström              | Suède                        | AG Insurance NXTG            | 18 pts                       |
| 5e                           | Shari Bossuyt                | Belgique                     | Canyon-SRAM Racing           | 14 pts                       |
| 6e                           | Blanka Vas                   | Hongrie                      | SD Worx                      | 12 pts                       |
| 7e                           | Mischa Bredewold             | Pays-Bas                     | Parkhotel Valkenburg         | 12 pts                       |
| 8e                           | Neve Bradbury                | Australie                    | Canyon-SRAM Racing           | 10 pts                       |
| 9e                           | Femke Gerritse               | Pays-Bas                     | Parkhotel Valkenburg         | 10 pts                       |
| 10e                          | Anna Shackley                | Royaume-Uni                  | SD Worx                      | 8 pts                        |

| Classement par équipes aux points | Classement par équipes aux points | Classement par équipes aux points | Classement par équipes aux points |
| Équipe                            | Équipe                            | Pays                              | Points                            |
| --------------------------------- | --------------------------------- | --------------------------------- | --------------------------------- |
| 1re                               | SD Worx                           | Pays-Bas                          | 8463 pts                          |
| 2e                                | Trek-Segafredo                    | États-Unis                        | 6617 pts                          |
| 3e                                | FDJ-Suez                          | France                            | 6584 pts                          |
| 4e                                | Team DSM                          | Pays-Bas                          | 5988 pts                          |
| 5e                                | Movistar Team                     | Espagne                           | 4984.98 pts                       |
| 6e                                | Canyon-SRAM Racing                | Allemagne                         | 4942 pts                          |
| 7e                                | UAE Team ADQ                      | Émirats arabes unis               | 3524 pts                          |
| 8e                                | Team Jumbo-Visma                  | Pays-Bas                          | 3029.02 pts                       |
| 9e                                | Team BikeExchange-Jayco           | Australie                         | 2598 pts                          |
| 10e                               | Valcar-Travel & Service           | Italie                            | 2564 pts                          |

| Classement par équipes aux points | Classement par équipes aux points | Classement par équipes aux points | Classement par équipes aux points |
| Équipe                            | Équipe                            | Pays                              | Points                            |
| --------------------------------- | --------------------------------- | --------------------------------- | --------------------------------- |
| 1re                               | SD Worx                           | Pays-Bas                          | 8463 pts                          |
| 2e                                | Trek-Segafredo                    | États-Unis                        | 6617 pts                          |
| 3e                                | FDJ-Suez                          | France                            | 6584 pts                          |
| 4e                                | Team DSM                          | Pays-Bas                          | 5988 pts                          |
| 5e                                | Movistar Team                     | Espagne                           | 4984.98 pts                       |
| 6e                                | Canyon-SRAM Racing                | Allemagne                         | 4942 pts                          |
| 7e                                | UAE Team ADQ                      | Émirats arabes unis               | 3524 pts                          |
| 8e                                | Team Jumbo-Visma                  | Pays-Bas                          | 3029.02 pts                       |
| 9e                                | Team BikeExchange-Jayco           | Australie                         | 2598 pts                          |
| 10e                               | Valcar-Travel & Service           | Italie                            | 2564 pts                          |

## Liste des participantes
| Légende | Légende                                                                    | Légende | Légende                                                    |
| ------- | -------------------------------------------------------------------------- | ------- | ---------------------------------------------------------- |
| Num     | Dossard de départ porté par le coureur sur ce Grand Prix de Plouay         | Pos     | Position à l'arrivée de la course                          |
|         | Indique un maillot de champion national ou mondial, suivi de sa spécialité | NP      | Indique un coureur qui n'a pas pris le départ de la course |
| AB      | Indique un coureur qui n'a pas terminé la course                           | HD      | Indique un coureur qui a terminé la course hors des délais |

| Trek-Segafredo TFS | Trek-Segafredo TFS                | Trek-Segafredo TFS |
| ------------------ | --------------------------------- | ------------------ |
| Num                | Coureuse                          | Pos                |
| 1                  | Elisa Longo Borghini (ITA)        | 59e                |
| 2                  | Lauretta Hanson (AUS)             | AB                 |
| 3                  | Audrey Cordon-Ragot (FRA) (route) | 10e                |
| 4                  | Elisa Balsamo (ITA) (route)       | 15e                |
| 5                  | Chloe Hosking (AUS)               | AB                 |
| 6                  | Shirin van Anrooij (NED)          | 43e                |

| Arkéa Pro Cycling Team ARK | Arkéa Pro Cycling Team ARK | Arkéa Pro Cycling Team ARK |
| -------------------------- | -------------------------- | -------------------------- |
| Num                        | Coureuse                   | Pos                        |
| 11                         | Julia Biryukova (UKR)      | 49e                        |
| 12                         | Pauline Allin (FRA)        | 56e                        |
| 13                         | Morgane Coston (FRA)       | 54e                        |
| 14                         | Greta Richioud (FRA)       | AB                         |
| 15                         | Anaïs Morichon (FRA)       | AB                         |
| 16                         | Typhaine Laurance (FRA)    | AB                         |

| EF Education-TIBCO-SVB TIB | EF Education-TIBCO-SVB TIB    | EF Education-TIBCO-SVB TIB |
| -------------------------- | ----------------------------- | -------------------------- |
| Num                        | Coureuse                      | Pos                        |
| 21                         | Kristabel Doebel-Hickok (USA) | 44e                        |
| 22                         | Tanja Erath (GER)             | AB                         |
| 23                         | Lauren Stephens (USA)         | 25e                        |
| 24                         | Clara Honsinger (USA)         | AB                         |
| 25                         | Sara Poidevin (CAN)           | AB                         |
| 26                         | Emma Langley (USA) (route)    | AB                         |

| Liv Racing Xstra LIV | Liv Racing Xstra LIV    | Liv Racing Xstra LIV |
| -------------------- | ----------------------- | -------------------- |
| Num                  | Coureuse                | Pos                  |
| 31                   | Marta Jaskulska (POL)   | 40e                  |
| 32                   | Quinty Ton (NED)        | 68e                  |
| 33                   | Thalita de Jong (NED)   | 38e                  |
| 34                   | Sabrina Stultiens (NED) | 58e                  |
| 35                   | Katia Ragusa (ITA)      | 75e                  |
| 36                   | Silke Smulders (NED)    | 83e                  |

| FDJ-Suez-Futuroscope FSF | FDJ-Suez-Futuroscope FSF            | FDJ-Suez-Futuroscope FSF |
| ------------------------ | ----------------------------------- | ------------------------ |
| Num                      | Coureuse                            | Pos                      |
| 41                       | Cecilie Uttrup Ludwig (DEN) (route) | 51e                      |
| 42                       | Grace Brown (AUS)                   | 3e                       |
| 43                       | Victorie Guilman (FRA)              | 72e                      |
| 44                       | Marie Le Net (FRA)                  | 17e                      |
| 45                       | Brodie Chapman (AUS)                | 63e                      |
| 46                       | Jade Wiel (FRA)                     | AB                       |

| UAE Team ADQ UAD | UAE Team ADQ UAD            | UAE Team ADQ UAD |
| ---------------- | --------------------------- | ---------------- |
| Num              | Coureuse                    | Pos              |
| 51               | Mavi García (ESP) (route)   | 1re              |
| 52               | Anna Trevisi (ITA)          | AB               |
| 53               | Eugenia Bujak (SLO) (route) | 36e              |
| 54               | Laura Tomasi (ITA)          | 27e              |
| 55               | Sophie Wright (GBR)         | 77e              |
| 56               | Linda Zanetti (SUI)         | AB               |

| Team DSM DSM | Team DSM DSM                | Team DSM DSM |
| ------------ | --------------------------- | ------------ |
| Num          | Coureuse                    | Pos          |
| 61           | Francesca Barale (ITA)      | 71e          |
| 62           | Léa Curinier (FRA)          | AB           |
| 63           | Megan Jastrab (USA)         | 84e          |
| 64           | Juliette Labous (FRA)       | 9e           |
| 65           | Liane Lippert (GER) (route) | 62e          |
| 66           | Floortje Mackaij (NED)      | 26e          |

| SD Worx SDW | SD Worx SDW                       | SD Worx SDW |
| ----------- | --------------------------------- | ----------- |
| Num         | Coureuse                          | Pos         |
| 71          | Elena Cecchini (ITA)              | 30e         |
| 72          | Chantal van den Broek-Blaak (NED) | 50e         |
| 73          | Roxane Fournier (FRA)             | AB          |
| 74          | Anna Shackley (GBR)               | 55e         |
| 76          | Blanka Vas (HUN) (route)          | 8e          |

| Team Jumbo-Visma TJV | Team Jumbo-Visma TJV      | Team Jumbo-Visma TJV |
| -------------------- | ------------------------- | -------------------- |
| Num                  | Coureuse                  | Pos                  |
| 81                   | Amber Kraak (NED)         | 2e                   |
| 82                   | Anouska Koster (NED)      | 19e                  |
| 83                   | Linda Riedmann (GER)      | 70e                  |
| 84                   | Aafke Soet (NED)          | AB                   |
| 85                   | Carlijn Achtereekte (NED) | AB                   |

| Valcar-Travel & Service VAL | Valcar-Travel & Service VAL       | Valcar-Travel & Service VAL |
| --------------------------- | --------------------------------- | --------------------------- |
| Num                         | Coureuse                          | Pos                         |
| 91                          | Olivia Baril (CAN)                | 67e                         |
| 92                          | Alice Maria Arzuffi (ITA)         | AB                          |
| 93                          | Silvia Persico (ITA)              | 21e                         |
| 94                          | Anastasia Carbonari (LAT) (route) | AB                          |
| 95                          | Eleonora Gasparrini (ITA)         | 24e                         |
| 96                          | Ilaria Sanguineti (ITA)           | 4e                          |

| Canyon-SRAM Racing CSR | Canyon-SRAM Racing CSR     | Canyon-SRAM Racing CSR |
| ---------------------- | -------------------------- | ---------------------- |
| Num                    | Coureuse                   | Pos                    |
| 101                    | Neve Bradbury (AUS)        | 81e                    |
| 102                    | Katarzyna Niewiadoma (POL) | 57e                    |
| 103                    | Ella Harris (NZL)          | 76e                    |
| 104                    | Tiffany Cromwell (AUS)     | 18e                    |
| 105                    | Elise Chabbey (SUI)        | 6e                     |
| 106                    | Alena Amialiusik (BLR)     | 66e                    |

| Stade Rochelais Charente-Maritime CMW | Stade Rochelais Charente-Maritime CMW | Stade Rochelais Charente-Maritime CMW |
| ------------------------------------- | ------------------------------------- | ------------------------------------- |
| Num                                   | Coureuse                              | Pos                                   |
| 111                                   | Marine Allione (FRA)                  | 78e                                   |
| 112                                   | Noémie Abgrall (FRA)                  | AB                                    |
| 113                                   | India Grangier (FRA)                  | AB                                    |
| 114                                   | Anastasiya Kolesava (BLR)             | AB                                    |
| 115                                   | Séverine Eraud (FRA)                  | AB                                    |
| 116                                   | Chloé Schoenenberger (FRA)            | AB                                    |

| Ceratizit-WNT Pro Cycling WNT | Ceratizit-WNT Pro Cycling WNT   | Ceratizit-WNT Pro Cycling WNT |
| ----------------------------- | ------------------------------- | ----------------------------- |
| Num                           | Coureuse                        | Pos                           |
| 121                           | Laura Asencio (FRA)             | 12e                           |
| 122                           | Hanna Nilsson (SWE)             | 82e                           |
| 123                           | Sandra Alonso (ESP)             | AB                            |
| 124                           | Maria Giulia Confalonieri (ITA) | 16e                           |
| 125                           | Marta Lach (POL)                | 65e                           |
| 126                           | Lea Lin Teutenberg (GER)        | 85e                           |

| Parkhotel Valkenburg PHV | Parkhotel Valkenburg PHV   | Parkhotel Valkenburg PHV |
| ------------------------ | -------------------------- | ------------------------ |
| Num                      | Coureuse                   | Pos                      |
| 131                      | Nicole Frain (AUS) (route) | AB                       |
| 132                      | Ella Wyllie (NZL)          | 69e                      |
| 133                      | Marith Vanhove (BEL)       | AB                       |
| 134                      | Quinty Schoens (NED)       | 46e                      |
| 135                      | Femke Gerritse (NED)       | 20e                      |
| 136                      | Pien Limpens (NED)         | 73e                      |

| Human Powered Health HPW | Human Powered Health HPW         | Human Powered Health HPW |
| ------------------------ | -------------------------------- | ------------------------ |
| Num                      | Coureuse                         | Pos                      |
| 141                      | Nina Buysman (NED)               | 28e                      |
| 142                      | Evy Kuijpers (NED)               | AB                       |
| 143                      | Lily Williams (USA)              | 22e                      |
| 144                      | Eri Yonamine (JPN)               | 32e                      |
| 145                      | Barbara Malcotti (ITA)           | AB                       |
| 146                      | Ántri Christofórou (CYP) (route) | 34e                      |

| Movistar Team MOV | Movistar Team MOV         | Movistar Team MOV |
| ----------------- | ------------------------- | ----------------- |
| Num               | Coureuse                  | Pos               |
| 151               | Aude Biannic (FRA)        | AB                |
| 152               | Jelena Erić (SRB) (route) | 47e               |
| 153               | Alicia González (ESP)     | AB                |
| 154               | Sheyla Gutiérrez (ESP)    | 13e               |
| 155               | Sara Martín (ESP)         | 61e               |
| 156               | Emma Norsgaard (DEN)      | 31e               |

| Roland Cogeas-Edelweiss Squad CGS | Roland Cogeas-Edelweiss Squad CGS | Roland Cogeas-Edelweiss Squad CGS |
| --------------------------------- | --------------------------------- | --------------------------------- |
| Num                               | Coureuse                          | Pos                               |
| 161                               | Tamara Dronova (RUS) (route)      | 7e                                |
| 162                               | Léa Stern (SUI)                   | AB                                |
| 163                               | Hannah Buch (GER)                 | AB                                |
| 164                               | Rotem Gafinovitz (ISR)            | 74e                               |
| 165                               | Anna Gabrielle Traxler (CAN)      | AB                                |
| 166                               | Ines Cantera (ESP)                | AB                                |

| Team BikeExchange-Jayco BEX | Team BikeExchange-Jayco BEX | Team BikeExchange-Jayco BEX |
| --------------------------- | --------------------------- | --------------------------- |
| Num                         | Coureuse                    | Pos                         |
| 171                         | Amanda Spratt (AUS)         | 11e                         |
| 172                         | Ane Santesteban (ESP)       | AB                          |
| 173                         | Urška Žigart (SLO)          | AB                          |
| 174                         | Georgia Williams (NZL)      | 39e                         |
| 175                         | Kristen Faulkner (USA)      | 35e                         |
| 176                         | Wei Shi Chelsie Tan (SGP)   | AB                          |

| St Michel-Auber 93 AUB | St Michel-Auber 93 AUB | St Michel-Auber 93 AUB |
| ---------------------- | ---------------------- | ---------------------- |
| Num                    | Coureuse               | Pos                    |
| 181                    | Sandrine Bideau (FRA)  | 64e                    |
| 182                    | Simone Boilard (CAN)   | 23e                    |
| 183                    | Perrine Clauzel (FRA)  | AB                     |
| 184                    | Coralie Demay (FRA)    | 53e                    |
| 185                    | Élodie Le Bail (FRA)   | AB                     |
| 186                    | Margot Pompanon (FRA)  | AB                     |

| Cofidis COF | Cofidis COF                   | Cofidis COF |
| ----------- | ----------------------------- | ----------- |
| Num         | Coureuse                      | Pos         |
| 191         | Martina Alzini (ITA)          | AB          |
| 192         | Valentine Fortin (FRA)        | 86e         |
| 193         | Sandra Levenez (FRA)          | 52e         |
| 194         | Rachel Neylan (AUS)           | 14e         |
| 195         | Gabrielle Pilote Fortin (CAN) | AB          |
| 196         | Cédrine Kerbaol (FRA)         | AB          |

| Emotional.FR-Tornatech-GSC Blagnac VS 31 MTG | Emotional.FR-Tornatech-GSC Blagnac VS 31 MTG | Emotional.FR-Tornatech-GSC Blagnac VS 31 MTG |
| -------------------------------------------- | -------------------------------------------- | -------------------------------------------- |
| Num                                          | Coureuse                                     | Pos                                          |
| 201                                          | Célia Le Mouël (FRA)                         | AB                                           |
| 202                                          | Clara Emond (CAN)                            | 48e                                          |
| 203                                          | Lucie Liboreau (FRA)                         | AB                                           |
| 204                                          | Andrea Martinez (MEX)                        | AB                                           |
| 205                                          | Adèle Normand (CAN)                          | AB                                           |
| 206                                          | Cindy Pomares (FRA)                          | AB                                           |

| IBCT IBC | IBCT IBC               | IBCT IBC |
| -------- | ---------------------- | -------- |
| Num      | Coureuse               | Pos      |
| 211      | Loes Adegeest (NED)    | 41e      |
| 212      | Megan Armitage (IRL)   | 60e      |
| 213      | Fien Van Eynde (BEL)   | AB       |
| 214      | Haylee Fuller (AUS)    | AB       |
| 215      | Fiona Mangan (IRL)     | AB       |
| 216      | Antonia Gröndahl (FIN) | 79e      |

| Instafund Racing ILP | Instafund Racing ILP   | Instafund Racing ILP |
| -------------------- | ---------------------- | -------------------- |
| Num                  | Coureuse               | Pos                  |
| 221                  | Isabella Bertold (CAN) | AB                   |
| 223                  | Helena Coney (CAN)     | AB                   |
| 224                  | Heidi Franz (USA)      | 45e                  |
| 225                  | Holly Henry (CAN)      | 80e                  |
| 226                  | Rylee McMullen (NZL)   | AB                   |

| Le Col-Wahoo DRP | Le Col-Wahoo DRP           | Le Col-Wahoo DRP |
| ---------------- | -------------------------- | ---------------- |
| Num              | Coureuse                   | Pos              |
| 231              | Gladys Verhulst (FRA)      | 5e               |
| 232              | Jesse Vandenbulcke (BEL)   | 29e              |
| 233              | Elizabeth Holden (GBR)     | AB               |
| 234              | Flora Perkins (GBR)        | 33e              |
| 235              | Alice Towers (GBR) (route) | 42e              |
| 236              | Eva van Agt (NED)          | 37e              |

| Trek-Segafredo TFS | Trek-Segafredo TFS                | Trek-Segafredo TFS |
| ------------------ | --------------------------------- | ------------------ |
| Num                | Coureuse                          | Pos                |
| 1                  | Elisa Longo Borghini (ITA)        | 59e                |
| 2                  | Lauretta Hanson (AUS)             | AB                 |
| 3                  | Audrey Cordon-Ragot (FRA) (route) | 10e                |
| 4                  | Elisa Balsamo (ITA) (route)       | 15e                |
| 5                  | Chloe Hosking (AUS)               | AB                 |
| 6                  | Shirin van Anrooij (NED)          | 43e                |

| Arkéa Pro Cycling Team ARK | Arkéa Pro Cycling Team ARK | Arkéa Pro Cycling Team ARK |
| -------------------------- | -------------------------- | -------------------------- |
| Num                        | Coureuse                   | Pos                        |
| 11                         | Julia Biryukova (UKR)      | 49e                        |
| 12                         | Pauline Allin (FRA)        | 56e                        |
| 13                         | Morgane Coston (FRA)       | 54e                        |
| 14                         | Greta Richioud (FRA)       | AB                         |
| 15                         | Anaïs Morichon (FRA)       | AB                         |
| 16                         | Typhaine Laurance (FRA)    | AB                         |

| EF Education-TIBCO-SVB TIB | EF Education-TIBCO-SVB TIB    | EF Education-TIBCO-SVB TIB |
| -------------------------- | ----------------------------- | -------------------------- |
| Num                        | Coureuse                      | Pos                        |
| 21                         | Kristabel Doebel-Hickok (USA) | 44e                        |
| 22                         | Tanja Erath (GER)             | AB                         |
| 23                         | Lauren Stephens (USA)         | 25e                        |
| 24                         | Clara Honsinger (USA)         | AB                         |
| 25                         | Sara Poidevin (CAN)           | AB                         |
| 26                         | Emma Langley (USA) (route)    | AB                         |

| Liv Racing Xstra LIV | Liv Racing Xstra LIV    | Liv Racing Xstra LIV |
| -------------------- | ----------------------- | -------------------- |
| Num                  | Coureuse                | Pos                  |
| 31                   | Marta Jaskulska (POL)   | 40e                  |
| 32                   | Quinty Ton (NED)        | 68e                  |
| 33                   | Thalita de Jong (NED)   | 38e                  |
| 34                   | Sabrina Stultiens (NED) | 58e                  |
| 35                   | Katia Ragusa (ITA)      | 75e                  |
| 36                   | Silke Smulders (NED)    | 83e                  |

| FDJ-Suez-Futuroscope FSF | FDJ-Suez-Futuroscope FSF            | FDJ-Suez-Futuroscope FSF |
| ------------------------ | ----------------------------------- | ------------------------ |
| Num                      | Coureuse                            | Pos                      |
| 41                       | Cecilie Uttrup Ludwig (DEN) (route) | 51e                      |
| 42                       | Grace Brown (AUS)                   | 3e                       |
| 43                       | Victorie Guilman (FRA)              | 72e                      |
| 44                       | Marie Le Net (FRA)                  | 17e                      |
| 45                       | Brodie Chapman (AUS)                | 63e                      |
| 46                       | Jade Wiel (FRA)                     | AB                       |

| UAE Team ADQ UAD | UAE Team ADQ UAD            | UAE Team ADQ UAD |
| ---------------- | --------------------------- | ---------------- |
| Num              | Coureuse                    | Pos              |
| 51               | Mavi García (ESP) (route)   | 1re              |
| 52               | Anna Trevisi (ITA)          | AB               |
| 53               | Eugenia Bujak (SLO) (route) | 36e              |
| 54               | Laura Tomasi (ITA)          | 27e              |
| 55               | Sophie Wright (GBR)         | 77e              |
| 56               | Linda Zanetti (SUI)         | AB               |

| Team DSM DSM | Team DSM DSM                | Team DSM DSM |
| ------------ | --------------------------- | ------------ |
| Num          | Coureuse                    | Pos          |
| 61           | Francesca Barale (ITA)      | 71e          |
| 62           | Léa Curinier (FRA)          | AB           |
| 63           | Megan Jastrab (USA)         | 84e          |
| 64           | Juliette Labous (FRA)       | 9e           |
| 65           | Liane Lippert (GER) (route) | 62e          |
| 66           | Floortje Mackaij (NED)      | 26e          |

| SD Worx SDW | SD Worx SDW                       | SD Worx SDW |
| ----------- | --------------------------------- | ----------- |
| Num         | Coureuse                          | Pos         |
| 71          | Elena Cecchini (ITA)              | 30e         |
| 72          | Chantal van den Broek-Blaak (NED) | 50e         |
| 73          | Roxane Fournier (FRA)             | AB          |
| 74          | Anna Shackley (GBR)               | 55e         |
| 76          | Blanka Vas (HUN) (route)          | 8e          |

| Team Jumbo-Visma TJV | Team Jumbo-Visma TJV      | Team Jumbo-Visma TJV |
| -------------------- | ------------------------- | -------------------- |
| Num                  | Coureuse                  | Pos                  |
| 81                   | Amber Kraak (NED)         | 2e                   |
| 82                   | Anouska Koster (NED)      | 19e                  |
| 83                   | Linda Riedmann (GER)      | 70e                  |
| 84                   | Aafke Soet (NED)          | AB                   |
| 85                   | Carlijn Achtereekte (NED) | AB                   |

| Valcar-Travel & Service VAL | Valcar-Travel & Service VAL       | Valcar-Travel & Service VAL |
| --------------------------- | --------------------------------- | --------------------------- |
| Num                         | Coureuse                          | Pos                         |
| 91                          | Olivia Baril (CAN)                | 67e                         |
| 92                          | Alice Maria Arzuffi (ITA)         | AB                          |
| 93                          | Silvia Persico (ITA)              | 21e                         |
| 94                          | Anastasia Carbonari (LAT) (route) | AB                          |
| 95                          | Eleonora Gasparrini (ITA)         | 24e                         |
| 96                          | Ilaria Sanguineti (ITA)           | 4e                          |

| Canyon-SRAM Racing CSR | Canyon-SRAM Racing CSR     | Canyon-SRAM Racing CSR |
| ---------------------- | -------------------------- | ---------------------- |
| Num                    | Coureuse                   | Pos                    |
| 101                    | Neve Bradbury (AUS)        | 81e                    |
| 102                    | Katarzyna Niewiadoma (POL) | 57e                    |
| 103                    | Ella Harris (NZL)          | 76e                    |
| 104                    | Tiffany Cromwell (AUS)     | 18e                    |
| 105                    | Elise Chabbey (SUI)        | 6e                     |
| 106                    | Alena Amialiusik (BLR)     | 66e                    |

| Stade Rochelais Charente-Maritime CMW | Stade Rochelais Charente-Maritime CMW | Stade Rochelais Charente-Maritime CMW |
| ------------------------------------- | ------------------------------------- | ------------------------------------- |
| Num                                   | Coureuse                              | Pos                                   |
| 111                                   | Marine Allione (FRA)                  | 78e                                   |
| 112                                   | Noémie Abgrall (FRA)                  | AB                                    |
| 113                                   | India Grangier (FRA)                  | AB                                    |
| 114                                   | Anastasiya Kolesava (BLR)             | AB                                    |
| 115                                   | Séverine Eraud (FRA)                  | AB                                    |
| 116                                   | Chloé Schoenenberger (FRA)            | AB                                    |

| Ceratizit-WNT Pro Cycling WNT | Ceratizit-WNT Pro Cycling WNT   | Ceratizit-WNT Pro Cycling WNT |
| ----------------------------- | ------------------------------- | ----------------------------- |
| Num                           | Coureuse                        | Pos                           |
| 121                           | Laura Asencio (FRA)             | 12e                           |
| 122                           | Hanna Nilsson (SWE)             | 82e                           |
| 123                           | Sandra Alonso (ESP)             | AB                            |
| 124                           | Maria Giulia Confalonieri (ITA) | 16e                           |
| 125                           | Marta Lach (POL)                | 65e                           |
| 126                           | Lea Lin Teutenberg (GER)        | 85e                           |

| Parkhotel Valkenburg PHV | Parkhotel Valkenburg PHV   | Parkhotel Valkenburg PHV |
| ------------------------ | -------------------------- | ------------------------ |
| Num                      | Coureuse                   | Pos                      |
| 131                      | Nicole Frain (AUS) (route) | AB                       |
| 132                      | Ella Wyllie (NZL)          | 69e                      |
| 133                      | Marith Vanhove (BEL)       | AB                       |
| 134                      | Quinty Schoens (NED)       | 46e                      |
| 135                      | Femke Gerritse (NED)       | 20e                      |
| 136                      | Pien Limpens (NED)         | 73e                      |

| Human Powered Health HPW | Human Powered Health HPW         | Human Powered Health HPW |
| ------------------------ | -------------------------------- | ------------------------ |
| Num                      | Coureuse                         | Pos                      |
| 141                      | Nina Buysman (NED)               | 28e                      |
| 142                      | Evy Kuijpers (NED)               | AB                       |
| 143                      | Lily Williams (USA)              | 22e                      |
| 144                      | Eri Yonamine (JPN)               | 32e                      |
| 145                      | Barbara Malcotti (ITA)           | AB                       |
| 146                      | Ántri Christofórou (CYP) (route) | 34e                      |

| Movistar Team MOV | Movistar Team MOV         | Movistar Team MOV |
| ----------------- | ------------------------- | ----------------- |
| Num               | Coureuse                  | Pos               |
| 151               | Aude Biannic (FRA)        | AB                |
| 152               | Jelena Erić (SRB) (route) | 47e               |
| 153               | Alicia González (ESP)     | AB                |
| 154               | Sheyla Gutiérrez (ESP)    | 13e               |
| 155               | Sara Martín (ESP)         | 61e               |
| 156               | Emma Norsgaard (DEN)      | 31e               |

| Roland Cogeas-Edelweiss Squad CGS | Roland Cogeas-Edelweiss Squad CGS | Roland Cogeas-Edelweiss Squad CGS |
| --------------------------------- | --------------------------------- | --------------------------------- |
| Num                               | Coureuse                          | Pos                               |
| 161                               | Tamara Dronova (RUS) (route)      | 7e                                |
| 162                               | Léa Stern (SUI)                   | AB                                |
| 163                               | Hannah Buch (GER)                 | AB                                |
| 164                               | Rotem Gafinovitz (ISR)            | 74e                               |
| 165                               | Anna Gabrielle Traxler (CAN)      | AB                                |
| 166                               | Ines Cantera (ESP)                | AB                                |

| Team BikeExchange-Jayco BEX | Team BikeExchange-Jayco BEX | Team BikeExchange-Jayco BEX |
| --------------------------- | --------------------------- | --------------------------- |
| Num                         | Coureuse                    | Pos                         |
| 171                         | Amanda Spratt (AUS)         | 11e                         |
| 172                         | Ane Santesteban (ESP)       | AB                          |
| 173                         | Urška Žigart (SLO)          | AB                          |
| 174                         | Georgia Williams (NZL)      | 39e                         |
| 175                         | Kristen Faulkner (USA)      | 35e                         |
| 176                         | Wei Shi Chelsie Tan (SGP)   | AB                          |

| St Michel-Auber 93 AUB | St Michel-Auber 93 AUB | St Michel-Auber 93 AUB |
| ---------------------- | ---------------------- | ---------------------- |
| Num                    | Coureuse               | Pos                    |
| 181                    | Sandrine Bideau (FRA)  | 64e                    |
| 182                    | Simone Boilard (CAN)   | 23e                    |
| 183                    | Perrine Clauzel (FRA)  | AB                     |
| 184                    | Coralie Demay (FRA)    | 53e                    |
| 185                    | Élodie Le Bail (FRA)   | AB                     |
| 186                    | Margot Pompanon (FRA)  | AB                     |

| Cofidis COF | Cofidis COF                   | Cofidis COF |
| ----------- | ----------------------------- | ----------- |
| Num         | Coureuse                      | Pos         |
| 191         | Martina Alzini (ITA)          | AB          |
| 192         | Valentine Fortin (FRA)        | 86e         |
| 193         | Sandra Levenez (FRA)          | 52e         |
| 194         | Rachel Neylan (AUS)           | 14e         |
| 195         | Gabrielle Pilote Fortin (CAN) | AB          |
| 196         | Cédrine Kerbaol (FRA)         | AB          |

| Emotional.FR-Tornatech-GSC Blagnac VS 31 MTG | Emotional.FR-Tornatech-GSC Blagnac VS 31 MTG | Emotional.FR-Tornatech-GSC Blagnac VS 31 MTG |
| -------------------------------------------- | -------------------------------------------- | -------------------------------------------- |
| Num                                          | Coureuse                                     | Pos                                          |
| 201                                          | Célia Le Mouël (FRA)                         | AB                                           |
| 202                                          | Clara Emond (CAN)                            | 48e                                          |
| 203                                          | Lucie Liboreau (FRA)                         | AB                                           |
| 204                                          | Andrea Martinez (MEX)                        | AB                                           |
| 205                                          | Adèle Normand (CAN)                          | AB                                           |
| 206                                          | Cindy Pomares (FRA)                          | AB                                           |

| IBCT IBC | IBCT IBC               | IBCT IBC |
| -------- | ---------------------- | -------- |
| Num      | Coureuse               | Pos      |
| 211      | Loes Adegeest (NED)    | 41e      |
| 212      | Megan Armitage (IRL)   | 60e      |
| 213      | Fien Van Eynde (BEL)   | AB       |
| 214      | Haylee Fuller (AUS)    | AB       |
| 215      | Fiona Mangan (IRL)     | AB       |
| 216      | Antonia Gröndahl (FIN) | 79e      |

| Instafund Racing ILP | Instafund Racing ILP   | Instafund Racing ILP |
| -------------------- | ---------------------- | -------------------- |
| Num                  | Coureuse               | Pos                  |
| 221                  | Isabella Bertold (CAN) | AB                   |
| 223                  | Helena Coney (CAN)     | AB                   |
| 224                  | Heidi Franz (USA)      | 45e                  |
| 225                  | Holly Henry (CAN)      | 80e                  |
| 226                  | Rylee McMullen (NZL)   | AB                   |

| Le Col-Wahoo DRP | Le Col-Wahoo DRP           | Le Col-Wahoo DRP |
| ---------------- | -------------------------- | ---------------- |
| Num              | Coureuse                   | Pos              |
| 231              | Gladys Verhulst (FRA)      | 5e               |
| 232              | Jesse Vandenbulcke (BEL)   | 29e              |
| 233              | Elizabeth Holden (GBR)     | AB               |
| 234              | Flora Perkins (GBR)        | 33e              |
| 235              | Alice Towers (GBR) (route) | 42e              |
| 236              | Eva van Agt (NED)          | 37e              |